# Condado de San Mateo
O condado de San Mateo,(em inglês:  San Mateo County) é um dos 58 condados do estado americano da Califórnia. Foi constituído em 1856. Redwood City é a sede do condado e a sua terceira cidade mais populosa, seguida de Daly City, que perdeu a primeira posição para San Mateo como cidade mais populosa do condado no último censo.
Com mais de 760 mil habitantes, de acordo com o censo nacional de 2020, é o 15º condado mais populoso do estado e o 86º mais populoso do país. É o quinto condado mais densamente povoado do estado.
O condado de San Mateo está incluído na San Francisco-Oakland-Berkeley, CA MSA (área estatística metropolitana), Vale do Silício, e faz parte da área da Baía de São Francisco, os nove condados que fazem fronteira com a Baía de São Francisco. Abrange a maior parte da Península de São Francisco. O Aeroporto Internacional de São Francisco está localizado na área nordeste do condado e fica a aproximadamente 11 km ao sul da cidade e dos limites do condado de São Francisco. As áreas construídas do condado são principalmente suburbanas e abrigam vários campi corporativos.

## Geografia
De acordo com o Departamento do Censo dos Estados Unidos, o condado possui uma área de 1 919 km², dos quais 1 161,9 km² estão cobertos por terra e 757,1 km² (39,5%) por água. É o segundo menor condado da Califórnia por área terrestre. Vários cursos de água à beira da baía drenam a parte leste do município, incluindo San Bruno Creek e Colma Creek. Os córregos que drenam o condado ocidental incluem Frenchmans Creek, Pilarcitos Creek, Naples Creek, Arroyo de en Medio e Denniston Creek. Estas ribeiras nascem ao longo do esporão norte da Serra de Santa Cruz que atravessa o concelho. As partes norte e leste do condado são muito densamente povoadas com áreas em grande parte urbanas e suburbanas, com muitas de suas cidades como cidades-limite para a área da baía, enquanto o sul profundo e as partes centro-oeste do condado são menos densamente povoada com mais ambiente rural e áreas de praias costeiras.

### Áreas protegias nacionais
- Don Edwards San Francisco Bay National Wildlife Refuge (parte)
- Golden Gate National Recreation Area (parte)

### Área marinha protegida
- Montara State Marine Reserve & Pillar Point State Marine Conservation Area

### Parques do condado
O Departamento de Parques do Condado de San Mateo opera 22 parques, trilhas e locais históricos espalhados por todo o condado.

### Condados adjacentes
- Condado de São Francisco - norte
- Condado de Alameda - nordeste
- Condado de Santa Clara - sudeste
- Condado de Santa Cruz - sul

### Comunidades
Cidades e vilas
- Atherton
- Belmont
- Brisbane
- Burlingame
- Colma
- Daly City
- East Palo Alto
- Foster City
- Half Moon Bay
- Hillsborough
- Menlo Park
- Millbrae
- Pacifica
- Portola Valley
- Redwood City
- San Bruno
- San Carlos
- San Mateo
- South San Francisco
- Woodside

### Regiões censodesignadas
- Baywood Park
- Broadmoor
- El Granada
- Emerald Lake Hills
- Highlands
- La Honda
- Ladera
- Loma Mar
- Montara
- Moss Beach
- North Fair Oaks
- Pescadero
- West Menlo Park

### Comunidades não incorporadas
- Bellvale
- Kings Mountain
- Los Trancos Woods
- Middleton Tract
- Princeton-by-the-Sea
- San Gregorio
- Sky Londa

### Cidades fantasmas
- Purissima
- Tunitas

## Demografia
Desde 1900, o crescimento populacional médio do condado, a cada dez anos, é de 47,6.

### Censo 2020
Segundo o censo nacional de 2020, o condado possui uma população de 764 442 habitantes e uma densidade populacional de 657,9 hab/km². Seu crescimento populacional na última década foi de 6,4%, próximo do crescimento estadual de 6,1%. É o 15º condado mais populoso da Califórnia e o 86º mais populoso dos Estados Unidos. É o quinto condado mais densamente povoado do estado.
Possui 283 693 residências que resulta em uma densidade de 244,2 residências/km² e um aumento de 4,7% em relação ao censo anterior. Deste total, 5,0% das unidades habitacionais estão desocupadas. A média de ocupação é de 2,8 pessoas por residência.
A renda familiar média é de 138 500 dólares e a taxa de emprego é de 66,8%. Existem 21 528 estabelecimentos empregadores no condado.
Das 20 localidades incorporadas no condado, San Mateo é a mais populosa, com 105 661 habitantes, o que representa quase 14% da população total do condado. Daly City é a mais densamente povoada, com 5 302,4 hab/km², embora tenha perdido a primeira posição de cidade mais populosa para San Mateo. Colma é a menos populosa, com 1 507 habitantes. Apenas duas localidades possuem população superior a 100 mil habitantes. Brisbane teve o maior crescimento populacional em termos percentuais (13,3%), enquanto San Mateo cresceu mais em número absoluto, aumentando em 8 454 habitantes. Colma é a localidade que mais perdeu população, tanto em termos percentuais (-15,9%), quanto em número absoluto, com uma redução de 285 habitantes.
Portola Valley é a localidade com a maior renda familiar média, de 224 554 dólares, seguida de San Carlos, com 182 083 dólares, e Menlo Park, com 160 784 dólares. East Palo Alto registrou a menor renda, 67 087 dólares, seguida por Colma, com renda média de 95 357 dólares. San Mateo possui a maior taxa de emprego, de 70,6%, enquanto Portola Valley fica na última posição com 46,6%.
Das 13 regiões censo-designadas do condado, Emerald Lake Hills possui a maior renda familiar média, de 229 167 dólares, e North Fair Oaks a menor, de 77 899 dólares. Loma Mar é a região com maior taxa de emprego, 72,1%.

## Marcos históricos
O Registro Nacional de Lugares Históricos lista 61 marcos históricos no condado de San Mateo, dos quais apenas dois são Marcos Históricos Nacionais. O primeiro marco foi designado em 15 de novembro de 1966 e o mais recente em 7 de dezembro de 2021, o Arthur C. and Judith Mathews House. Redwood City concentra a maior quantidade de marcos do condado.

## Transportes

### Principais rodovias
- I-280
- I-380
- US 101
- State Route 1
- State Route 9
- State Route 35
- State Route 82 (El Camino Real)
- State Route 84 (Ponte Dumbarton)
- State Route 92 (Ponte de San Mateo)
- State Route 109
- State Route 114

### Transporte público
A SamTrans (Distrito de Trânsito do Condado de San Mateo) oferece serviço de ônibus local dentro do Condado de San Mateo. Rotas de ônibus locais e suburbanos também operam em San Francisco.
Caltrain, o sistema ferroviário suburbano, atravessa o condado de norte a sul, correndo ao longo do corredor da Highway 101 na maior parte do caminho.
Os trens da Bay Area Rapid Transit (BART) servem o Aeroporto Internacional de São Francisco e a parte norte do condado, terminando em Millbrae.
Caltrain, BART e SamTrans convergem na estação Millbrae Intermodal.

### Aeroportos
O Aeroporto Internacional de São Francisco está geograficamente localizado no Condado de San Mateo, mas é de propriedade e operado pela Cidade e Condado de São Francisco.
O condado de San Mateo possui dois aeroportos de aviação geral: Aeroporto de Half Moon Bay e Aeroporto de San Carlos.

### Transporte marítimo
O único porto de águas profundas no sul da baía de São Francisco é o Porto de Redwood City, situado ao longo de Redwood Creek, originalmente criado como um embarcadero de madeira em 1850. O Distrito do Porto de San Mateo administra o Pillar Point Harbor e a Oyster Point Marina. As conexões de balsa conectam o Oyster Point à Jack London Square em Oakland e ao Alameda Ferry Terminal em Alameda.